# Nososticta aurantiaca
Nososticta aurantiaca – gatunek ważki z rodziny pióronogowatych (Platycnemididae).